# Indaiatuba
Indaiatuba est une ville brésilienne de l'État de São Paulo. Sa population était estimée à 260 690 habitants en 2021. La municipalité s'étend sur 311 km2.
Elle se situe à une altitude de 715m.
Elle a été considérée six fois consécutivement comme la meilleure ville pour vivre au Brésil,
parmi les 5 570 qu'il y a dans le pays, où elle figure toujours parmi les trois villes du classement national au cours des 20 dernières années, de 2001 à nos jours.

## Maires
| Période | Période | Identité                     | Étiquette | Qualité |
| ------- | ------- | ---------------------------- | --------- | ------- |
| 2009    | 2016    | Reinaldo Nogueira Lopes Cruz | PMDB      |         |